# Bundesstraße 58
Pour les articles homonymes, voir B58 et Route 58.
La Bundesstraße 58 (abrégé en B 58) est une Bundesstraße reliant la frontière néerlandaise, près de Straelen, à Beckum.

## Localités traversées
- Straelen
- Geldern
- Wesel
- Schermbeck
- Wulfen (de)
- Haltern
- Lüdinghausen
- Ascheberg
- Ahlen
- Beckum